# Один в каноэ
Оди́н в кано́э (укр. Один в каное) — украинский музыкальный инди-коллектив из Львова.

## История

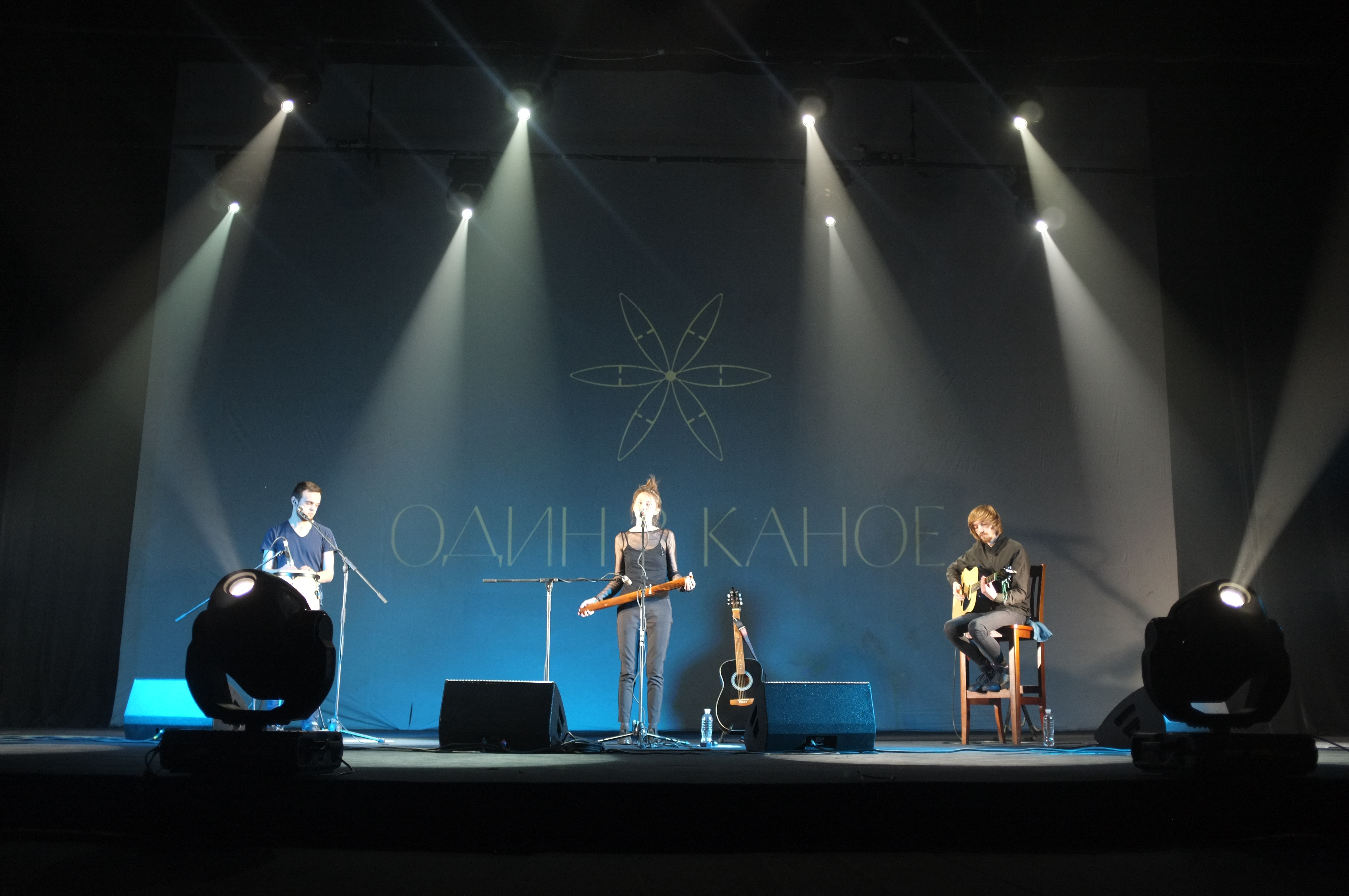
Дополнительный концерт «Один в каноэ» во Львове, театр им. М. Заньковецкой, 2016

Группа «Один в каноэ» берет начало в 2010 году во Львове, когда инициатор создания коллектива собрал на совместные репетиции 7-8 до тех пор незнакомых между собой людей (ни один из которых не был профессиональным музыкантом). Коллектив играл разноплановую музыку и имел в составе трёх вокалистов. Состав группы в течение года неоднократно менялся, и наконец солистка Ирина Швайдак и гитарист Устим Похмурский решили отделиться. Впоследствии к ним присоединилась Елена Давыденко (ударные и перкуссия), после чего новый коллектив окончательно сформировался.
Название «Один в каноэ» возникло случайно: Ирина, читая в Интернете материал об индейцах, встретила одно из их имен — Викенинниш. В переводе на украинский оно звучало как Один в каное, что ей очень понравилось, и она решила использовать его для названия группы. Логотип группы напоминает цветок с шестью лепестками и изображает резонаторные отверстия традиционной украинской бандуры. В то же время каждый лепесток символизирует лодку.
Со временем группа начала активно гастролировать и появляться на сценах различных фестивалей, постепенно приобретая известность (при этом все участники коллектива продолжали заниматься немузыкальной деятельностью). Группа не имеет продюсера и команды, все организационные вопросы решают сами музыканты. Как в 2015 году отметил продюсер В. Пастух «популярность „Один в каное“ некоторым кажется парадоксальной. Ребята не принимали участия ни в одном талант-шоу, не снимали клипов, не ротируются на радио. <…> Они исполняют простые философские песни под минимальный аккомпанемент — и при этом собирают полные залы во всех городах Украины».
В 2012 году группа победила в российском конкурсе Metro On Stage, после чего выступила в Москве на Поклонной горе вместе с группами-победителями из других стран. Участники группы в интервью регулярно выступали за украинизацию русскоязычного населения. 
С 2014 года после ухудшения российско-украинских отношений отказалась от выступлений в России.
В 2016 году вышел первый студийный альбом, одноименный с названием группы, в который вошли сразу 25 песен. Запись альбома осуществлялась в Днепре. Альбом был достаточно высоко оценён различными музыкальными изданиями.
В поддержку альбома была проведена серия концертов по всей стране. Во время тура изменился состав группы: ударницу Елену Давыденко заменил Игорь Дзиковский.
В 2017 группа получила премию «Селекція», вручаемую радиостанцией «Джем ФМ», в номинации «Прорыв года».
В 2019 вышло дебютное музыкальное видео "У мене немає дому".

## Состав коллектива

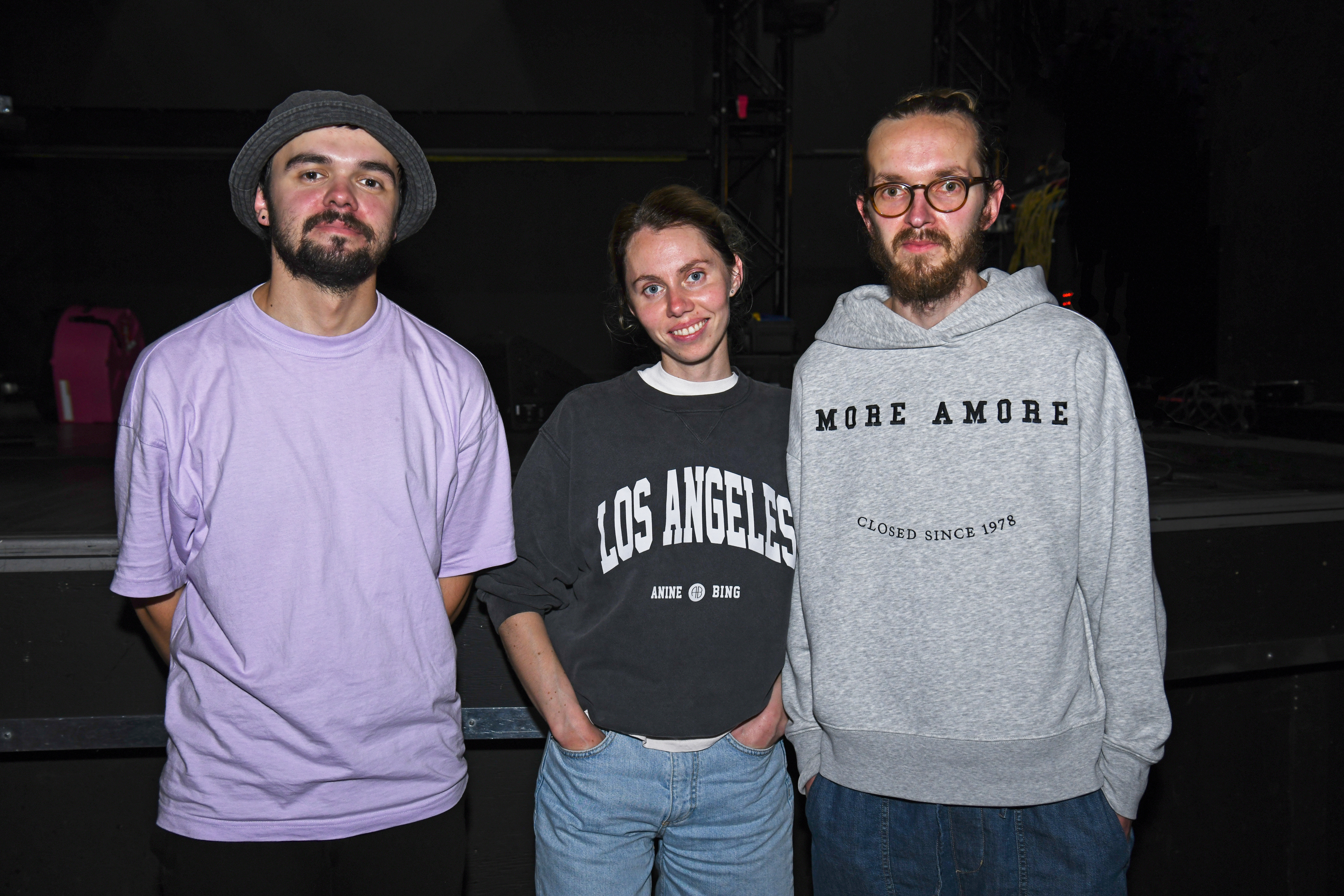
Игорь Дзиковский, Ирина Швайдак и Устим Похмурский в 2022 году

Сейчас в состав группы входят музыканты:
- Ирина Швайдак — вокал;
- Устим Похмурский — гитара;
- Игорь Дзиковский — ударные.

Бывшие участники:
- Елена Давыденко — ударные.

## Дискография
Студийные альбомы:
- 2016 — «Один в каное»
- 2021 — «Один в каное»

Синглы:
- 2018 — «Ікони»
- 2019 — «У мене немає дому»
- 2021 — «Місто весни» (совместно с Океан Ельзи)
- 2023 — «Один в полі воїн»

#### Клипы:
- 2019 — «У мене немає дому»
- 2021 — «Місто весни» (совместно с Океан Ельзи)